# Sami Souissi
Sami Souissi (ur. 31 sierpnia 1986) – tunezyjski judoka. Startował w Pucharze Świata w 2008. Zajął piąte miejsce na igrzyskach afrykańskich w 2007. Brązowy medalista mistrzostw Afryki w 2006 i 2008 roku.